# Карл Шльоссер
Карл Шльоссер (1889, колонія Райхенбах, Львівський повіт, Австро-Угорщина — ?) — австрійський та український військовий діяч, отаман, командир 11-тої Стрийської бригади УГА.

## Життєпис
Народився 1889 року в колонії Райхенбах, Львівський повіт (тепер село Красів, Тростянецька сільська громада, Стрийський район, Львівська область).
Після закінчення гімназії навчався у Єнському університеті на філософському факультеті.
Працював у системі австрійської народної освіти. 
Під час Першої світової війни служив у 9-му піхотному полку армії Австро-Угорщини. 

### В Українській Галицькій Армії
В УГА з 18 грудня 1918 року. З січня по травень 1919 на посаді начальника штабу бойової групи «Хирів» (у складі 8-ї Самбірської бригади та 1-ї Гірської бригади) під командуванням Антіна Кравса,який його високо цінував: 

| На шефа свого штабу я вибрав тогочасного поручника, а пізніше отамана і команданта бригади Шльоссера. Справді Шльоссер не мав підготовчого вишколу для служби в штабі, але зате він був надзвичайно талановитий і з широкою військовою освітою старшина, енергійний, з особистою відвагою, в критичних моментах холоднокровний, із скорою і певною децизією - робоча бджола, чия працьовитість ніколи не стомлювалась. В світовій війні він здобув собі, крім інших високих відзначень, також золоту медалю хоробрости для старшин. Я є зобовязаний йому до великої вдячности. У важких часах він був моїм вірним співробітником і дорадником. Армія мала в ньому знаменитого організатора і одного з найкращих старшин.[1] |
У червні 1919 року командир 11-тої Стрийської бригади УГА, яка була приєднана до 3-ї Залізної дивізія Дієвої Армії УНР. 16 червня 1919 присвоєно звання отаман.
Восени 1919 року командир окремої групи 3-го Корпусу УГА. В ЧУГА командир 11-го піхотного полку 3-ї бригади. 
У травні 1920 року інтернований поляками у таборі «Ялівець» у Львові, згодом переведений до табору в м. Тухоля. Там він був заарештований поляками та звинувачений у військових злочинах. 11 серпня 1920 втік з Тухолі та перебрався в табір УГА в м. Ліберець (Чехословаччина). Очолював комітет взаємодопомоги табору.